# SP-375
A SP-375 é uma rodovia transversal do estado de São Paulo, administrada pelo Departamento de Estradas de Rodagem do Estado de São Paulo (DER-SP).

## Denominações
Recebe as seguintes denominações em seu trajeto:
Nome:	Nelson Leopoldino, Rodovia
- De - até:	SP-270 - Porto Leopoldino
- Legislação:	LEI 6.717 DE 15/02/90

## Descrição
Principais pontos de passagem: Divisa PR (Porto Leopoldino) - Palmital - SP 270

## Características

### Extensão
- Km Inicial: 0,000
- Km Final: 22,170

### Localidades atendidas
- Palmital